# Gle Pucok Kruengu
Gle Pucok Kruengu är ett berg i Indonesien.   Det ligger i provinsen Aceh, i den västra delen av landet, 1 700 km nordväst om huvudstaden Jakarta. Toppen på Gle Pucok Kruengu är 271 meter över havet, eller 112 meter över den omgivande terrängen. Bredden vid basen är 5,3 km.
Terrängen runt Gle Pucok Kruengu är varierad.Runt Gle Pucok Kruengu är det glesbefolkat, med 18 invånare per kvadratkilometer. I omgivningarna runt Gle Pucok Kruengu växer i huvudsak städsegrön lövskog.